# Black Is Black (альбом)
| Оценки критиков | Оценки критиков |
| Источник        | Оценка          |
| --------------- | --------------- |
| Allmusic        | [ 1 ]           |

Black Is Black — дебютный студийный альбом испанской бит-группы Los Bravos. Одноимённый заглавный трек из этого альбома имел международный успех. Оригинальная версия пластинки была выпущена в 1966 году, но имела разный трек-лист в Великобритании и США. В 2000 году диск был переиздан на CD. В 2003 году была переиздана британская версия альбома с тринадцатью бонус-треками.
Альбом имел умеренный успех и попал на 93 место в чарте Billboard 200.

## Список композиций

### Американская версия[4]
1. «Black is Black[англ.]»
2. «Trapped»
3. «Baby, Baby»
4. «Make It Easy For Me»
5. «She Believes in Me»
6. «I Want a Name»
7. «I Don’t Care»
8. «Stop That Girl»
9. «I’m Cuttin' Out»
10. «Don’t Be Left Out in the Cold»
11. «You Won’t Get Far»
12. «Baby, Believe Me»

### Британская версия
1. «Black is Black[англ.]»
2. «Trapped»
3. «Baby, Baby»
4. «Make It Easy For Me»
5. «She Believes in Me»
6. «Will You Always Love Me»
7. «Stop That Girl»
8. «Give Me a Chance»
9. «I’m Cuttin' Out»
10. «Two Kinds of Lover»
11. «You Won’t Get Far»
12. «Baby Believe Me»

### Бонус-треки на CD-переиздании британской версии альбома
1. «I Want a Name»
2. «Going Nowhere»
3. «Brand New Baby»
4. «I Don’t Care»
5. «Don’t Be Left Out in the Cold»
6. «I’m All Ears»
7. «You’ll Never Get the Chance Again»
8. «Bring a Little Lovin'[англ.]»
9. «Make It Last»
10. «Like Nobody Else»
11. «Sympathy»
12. «Just Holding On»
13. «Dirty Street»

## Участники записи
- Майк Когель[англ.] — ведущий вокал
- Антонио Мартинес — гитара
- Мануэль Фернандес — электроорган
- Мигель Винсенс Данус — бас-гитара
- Пабло Гомес — ударные